# Hana Dostalová
Hana Dostalová z d. Rychterová (ur. 5 marca 1975) – czeska biathlonistka.

## Kariera
W Pucharze Świata zadebiutowała 10 grudnia 1994 roku w Bad Gastein, gdzie zajęła 58. miejsce w sprincie. Pierwsze punkty zdobyła 5 grudnia 1996 roku w Östersund, zajmując 20. miejsce w biegu indywidualnym. Nigdy nie stanęła na podium w zawodach pucharowych. Najlepsze wyniki osiągnęła w sezonie 1996/1997, kiedy zajęła 66. miejsce w klasyfikacji generalnej. W 1995 roku wystąpiła na mistrzostwach świata w Anterselvie, gdzie zajęła czwarte miejsce w biegu drużynowym i dwunaste w sztafecie. Jeszcze kilkukrotnie startowała w zawodach tego cyklu, zajmując między innymi szóste miejsce w biegu drużynowym podczas mistrzostw świata w Ruhpolding w 1996 roku. Nigdy nie brała udziału w igrzyskach olimpijskich.
Jej mężem jest Roman Dostál, który także uprawiał biathlon.

## Osiągnięcia

### Mistrzostwa świata
| Rok  | Miejscowość | Konkurencje | Konkurencje | Konkurencje | Konkurencje | Konkurencje | Konkurencje | Konkurencje |
| Rok  | Miejscowość | IN          | SP          | PU          | MS          | RL          | MR          | SR          |
| ---- | ----------- | ----------- | ----------- | ----------- | ----------- | ----------- | ----------- | ----------- |
| 1995 | Anterselva  | –           | –           | nd.         | nd.         | 12.         | nd.         | –           |
| 1996 | Ruhpolding  | 67.         | 66.         | nd.         | nd.         | –           | nd.         | –           |
| 1997 | Osrblie     | 43.         | 76.         | –           | nd.         | 12.         | nd.         | –           |

### Puchar Świata

#### Miejsca w klasyfikacji generalnej
| Sezon     | Miejsce |
| --------- | ------- |
| 1994/1995 | -       |
| 1995/1996 | -       |
| 1996/1997 | 66.     |
| 1997/1998 | -       |
| 1998/1999 | -       |

#### Miejsca na podium chronologicznie
Dostalová nigdy nie stanęła na podium indywidualnych zawodów PŚ.